# 日出ジャンクション
日出ジャンクション（ひじジャンクション）は、大分県速見郡日出町大字南畑にある大分自動車道・東九州自動車道のジャンクションである。
別府湾からの空気が上昇することで冷却されて水蒸気が凝結し、霧が発生しやすく、冬季には降雪するため、国土交通省のまとめた「要因別高速道路通行止め時間」では、2014年（平成26年）度に当JCTと湯布院IC間が年間通行止め時間は約271時間で「災害・悪天候」の部門で最悪となった。
ジャンクションは、並走する国道500号を含め十文字原を走行し、陸上自衛隊十文字原演習場の敷地内を横切る。
開通時期の関係から、大分道鳥栖JCT方面と東九州道清武JCT方面が直結し、東九州道北九州JCT方面が分岐する構造となっている。

## 歴史
- 1994年（平成6年）12月15日：大分自動車道・日出JCT - 速見IC間（速見支線）開通に伴い、供用開始[2]。
- 2015年（平成27年）3月1日：東九州自動車道・豊前IC - 宇佐IC間開通に伴い、速見支線の路線呼称が東九州自動車道に変更[3]。
- 2018年（平成30年）8月5日：大分自動車道・日出JCT - 大分米良IC間の路線名が東九州自動車道に変更。

## 接続する道路
- E34 大分自動車道（10番）
- E10 東九州自動車道（10番）

## 隣
E34 大分自動車道
(9) 湯布院IC - (9-1) 由布岳PA/SIC - (10) 日出JCT
E10 東九州自動車道
(9-4) 速見IC - (10) 日出JCT - (10-1) 別府湾SA/SIC - (11) 別府IC